# Jakob Klaus
Jakob Klaus (* 1788; † nach 1855) war ein deutscher Barbier aus Haßloch in der Pfalz, der von 1808 bis 1812 auf französischer Seite an den Napoleonischen Kriegen auf der Iberischen Halbinsel teilnahm. Seine nach der Militärdienstzeit verfassten Memoiren, in denen er seine Erlebnisse, den soldatischen Alltag, aber auch die Schrecken und Gräueltaten des Krieges auf der Iberischen Halbinsel abhandelt, sind heute eine interessante und wichtige Quelle für die Geschichtswissenschaft.

## Leben
Der 1788 geborene Jakob Klaus erlebte die mit dem Ersten Koalitionskrieg einhergehenden politischen Umwälzungen in den linksrheinischen Gebieten mit und war durch die Schaffung des Départements du Mont-Tonnerre (deutsch: Donnersberg), dessen Kanton Neustadt sein Heimatort zugeschlagen worden war, französischer Staatsbürger geworden. Als solcher wurde er im Jänner 1807 der Konskription unterstellt und musste im Mai desselben Jahres nach Neustadt ziehen, wo er dem 8. Linienregiment zugeteilt und anschließend zur Ausbildung ins heute niederländische Venlo geschickt wurde.
Danach wurde Klaus als Voltigeur, als leichter Infanterist, dem 117. Linienregiment (117e régiment d'infanterie de ligne) zugeteilt, das auf die Iberische Halbinsel abkommandiert wurde. Hier kämpfte die französische Armee seit 1808 nicht nur gegen reguläre portugiesische und spanische Truppen, sondern vor allem auch gegen unzählige Guerillagruppen, die schon bald von einem in Portugal gelandeten britischen Expeditionskorps unter Arthur Wellesley, dem späteren Herzog von Wellington, unterstützt wurden. Der Krieg zog sich bis 1813 hin und wurde von allen Beteiligten mit einer bis dahin kaum gekannten Erbitterung und Grausamkeit geführt. Für Napoléon I. bedeutete das militärische Engagement auf der Iberischen Halbinsel einen permanenten Aderlass an Menschen und Material, ohne dass ein entscheidender militärischer Vorteil zu erringen gewesen wäre.
In den nun folgenden Jahren erlebte Jakob Klaus, der Spanien eher negativ beurteilte, es als eintönig und lebensfeindlich beschrieb, das Hin und Her des Krieges auf der Iberischen Halbinsel. Im November 1808 beispielsweise hatte das 117. Linienregiment Anteil am französischen Sieg in der Schlacht bei Tudela. Anschließend nahm es an der zweiten Belagerung von Saragossa teil, die im Februar 1809 mit der Einnahme der Stadt endete. Von April bis Mai 1810 war das Regiment an der Belagerung von Lérida beteiligt und Ende Juni des folgenden Jahres an der Erstürmung von Tarragona und dem anschließenden Massaker an der Stadtbevölkerung. Im April des folgenden Jahres war das 117. Linienregiment im Raum Alicante im Einsatz.
In der Nähe der Stadt wurden Jakob Klaus und 25 seiner Kameraden, die eine Anhöhe zu sichern hatten, am Morgen des 25. April 1812 von überlegenen spanischen Truppen angegriffen. Schwer verwundet überlebten nur Klaus und einer seiner Kameraden das nun folgende Gefecht. Klaus war eine Kugel in die rechte Brust eingedrungen und im Bereich der linken Schulter wieder ausgetreten. Erst am Nachmittag dieses Tages fand ihn ein Landsmann aus der Pfalz und brachte ihn zu einem Arzt, der ihn aber nur notdürftig verband. Als sich die französische Armee kurz darauf nach Norden zurückzog, sorgten seine Regimentskameraden dafür, dass Klaus nicht zurückgelassen wurde. Nachdem er während des tagelangen Rückmarsches auch noch den Tötungsversuch eines seiner spanischen Träger überlebt hatte, gelangte er endlich in Valencia in ein Hospital. Auch hier blieb Klaus das Glück hold, denn im Hospital tat ein Arzt Dienst, der ebenfalls aus seiner näheren Heimat stammte und sich seiner nach allen Regeln der damaligen ärztlichen Kunst annahm. Dennoch dauerte es bis November, ehe Klaus wieder genesen war.
Im Dezember 1812 wurde Jakob Klaus als dienstuntauglich eingestuft und erhielt seinen Abschied von der Armee, dazu eine lebenslange, jährliche Rente von 182 Francs. Wieder nach Haßloch zurückgekehrt, heiratete er und ging fortan seinem erlernten Beruf nach. Nachdem Frankreich als Folge der endgültigen Niederlage Napoléons I. die annektierten linksrheinischen Gebiete wieder hatte abtreten müssen, wechselte Klaus abermals die Staatszugehörigkeit. Haßloch kam als Teil der nun Rheinkreis genannten, territorial neu umrissenen linksrheinischen Pfalz 1816 zum Königreich Bayern. In seinen späteren Jahren widmete sich Klaus neben seiner beruflichen Tätigkeit vor allem den Aufgaben, die mit seiner Mitgliedschaft im Gemeinderat verbunden waren, und der Niederschrift seiner Lebenserinnerungen. 1855 trat er in den Ruhestand.